# Joseph Rouleau
Joseph A. Rouleau, CC, GOQ, (* 28. Februar 1929 in Matane, Provinz Québec; † 12. Juli 2019 in Montreal) war ein kanadischer Opernsänger (Bass).

## Leben

### Ausbildung und Debüt
Joseph Rouleau studierte zunächst Wirtschaftswissenschaften und strebte, bevor seine Stimme entdeckt wurde, eine Karriere in der Politik an. Im Alter von 17 Jahren nahm er erstmals Gesangsunterricht. Seine Gesangsausbildung erhielt er am Konservatorium von Montreal (Conservatoire de musique de Montréal), wo er der erste Student im Fach Gesang war, und privat bei Pauline Donalda. Weitere Studien erfolgten bei Martial Singher in New York, sowie bei dem italienischen Bariton Mario Basiola und der Gesangslehrerin Rachele Maragliano Mori in Mailand. 1955 gab er in Montreal sein Debüt als König Philipp II. in der Verdi-Oper Don Carlo.
In der Folgezeit machte Rouleau eine große nationale und internationale Karriere, die zu internationalen Gastspielreisen und Auftritten führte, bei denen er mit bekannten Opernsängern wie Gwyneth Jones, Joan Sutherland und Luciano Pavarotti gemeinsam auf der Bühne stand.

### Karriere in Amerika
Nachdem er einen Gesangswettbewerb gewonnen hatte, gastierte er 1956 erstmals am Opernhaus von New Orleans. In den USA sang er u. a. in Boston, Chicago, Philadelphia und an der New York City Opera. Im April 1984 debütierte er an der Metropolitan Opera in New York als Großinquisitor in Don Carlo. 1985 gastierte er am Opernhaus von New Orleans als Colline in La Bohème. 1957 sang er am Opernhaus von Toronto die Rolle des Bischofs Tache in der Uraufführung der Oper Louis Riel von Harry Somers. 1989 trat er in Vancouver als Trulove in The Rake’s Progress auf. 1990 sang er den Fürst von Bouillon in Adriana Lecouvreur in Montreal. Rouleau gastierte außerdem in Südamerika am Teatro Colón in Buenos Aires.

### Karriere in Europa
Ab 1957 war Rouleau mehr als 30 Jahre mit einem ständigen Gastvertrag an der Covent Garden Opera in London engagiert. Sein Debüt gab er dort als Colline in La Bohème. 1957 sang er dort in der Premiere von Les Troyens, 1965 in Simon Boccanegra. 1983 war er dort der Bonze in Le rossignol.
Er gastierte außerdem an der Grand Opéra Paris (Debüt 1960 als Raimondo in Lucia di Lammermoor), am Théâtre Royal de la Monnaie in Brüssel, am Grand Théâtre de Genève, an der Deutschen Oper Berlin, in Amsterdam, Rom, München, Budapest, am Bolschoi-Theater in Moskau, an der Opernhäusern von Leningrad und Kiew, regelmäßig bei der Scottish Opera in Glasgow, an verschiedenen französischen Opernhäusern sowie beim Aldeburgh Festival und beim Edinburgh Festival.
Mehrfach trat er am Opernhaus von Monte Carlo auf, so 1968 als Méphistophélès in Faust, 1969 als Méphistophélès in La damnation de Faust und 1970 als Raimondo in Lucia di Lammermoor.

### Privates
Rouleau war verheiratet und Vater von drei Kindern. Lange Jahre lebte er mit seiner Familie in der englischen Grafschaft Kent. Er starb im Juli 2019 im Alter von 90 Jahren in Montreal „im Kreise seiner Familie“.

## Repertoire und Rollen
Joseph Rouleaus sang ein großes und breites Repertoire, das schwerpunktmäßig Partien des seriösen Bass-Fachs enthielt.
Zu seinen Rollen gehörten insbesondere die Mephisto-Figuren (Gounod, Berlioz, Boito), Arkel in Pelléas et Mélisande, die Titelrolle in Boris Godunow, Dossifei in Chowanschtschina, König Philipp II. und der Großinquisitor in Don Carlo, Fiesco in Simone Boccanegra, Jacopo Loredano in I due Foscari, Sparafucile in Rigoletto, Conte Rodolfo in La sonnambula, Oroveso in Norma, Basilio in Il barbiere di Siviglia und der Titelheld in Don Quichotte.
Rouleau sang auch einige Partien des deutschen Fachs, so Osmin in Die Entführung aus dem Serail, Daland in Der Fliegende Holländer und Gurnemanz in Parsifal (1974, Grand Opéra Paris).

## Stimme und Tondokumente
Rouleau besaß eine „schwere, dunkle Baßstimme“ (Kutsch/Riemens). Er galt außerdem als vortrefflicher Darsteller. Rouleau nahm mehrere Gesamtaufnahmen auf. Er war u. a. der Assur in einer Decca-Aufnahme von Semiramide (1966, mit Joan Sutherland, Dirigent: Richard Bonynge), der Philipp II. in einer französischen Gesamtaufnahme der Verdi-Oper Don Carlos (1973, bei Voce) und der Raimondo in einer Live-Aufnahme von Lucia di Lammermoor (1959, London Covent Garden, Dirigent: Tullio Serafin). Außerdem existieren Rundfunk- und Videomitschnitte.

## Auszeichnungen und Ehrungen
Joseph Rouleau war von 1989 bis 2014 Vorsitzender (Chairman of the Board) der gemeinnützigen Organisation Jeunesses Musicales Canada (JMC). Anschließend wirkte er von 2014 bis zu seinem Tod als Ehrenpräsident der Organisation. Unter seinem Vorsitz gelang es, große Summen an Spenden- und Fördergeldern zu akquirieren, die es erlaubten, auch großangelegte Projekte, wie den Erwerb und die Renovierung des JMC House, zu realisieren. Intensiv setzte sich Rouleau für Musikprojekte in der Provinz Quebec ein. Er war Mitbegründer der Montreal International Music Competition (CMIM) und Gründer des „Mouvement pour l'art lyrique du Québec“ (MALQ), aus dem die Opéra de Montréal, die Opéra de Québec und das Atelier lyrique de l'Opéra de Montréal entstanden.
Er unterrichtete auch als Gesangslehrer an der Université du Québec à Montréal, wo er, in Zusammenarbeit mit der kanadischen Sopranistin Colette Boky, regelmäßig einen Workshop für junge Opernsänger abhielt.
Rouleau erhielt zahlreiche Ehrungen und Auszeichnungen. Er war Companion of the Order of Canada, Grand Officer of the Ordre national du Québec, Commander of the Order of Montreal und Officier of the Arts and Letters of France. Er wurde mit der Ehrendoktorwürde der Université du Québec à Rimouski und der Schulich School of Music an der McGill University ausgezeichnet.
Im Oktober 2014 erhielt der Kammermusikraum der Jeunesses Musicales Canada zu Ehren Rouleaus den Namen „Salle Joseph-Rouleau“.